# Landelinus van Ettenheimmünster

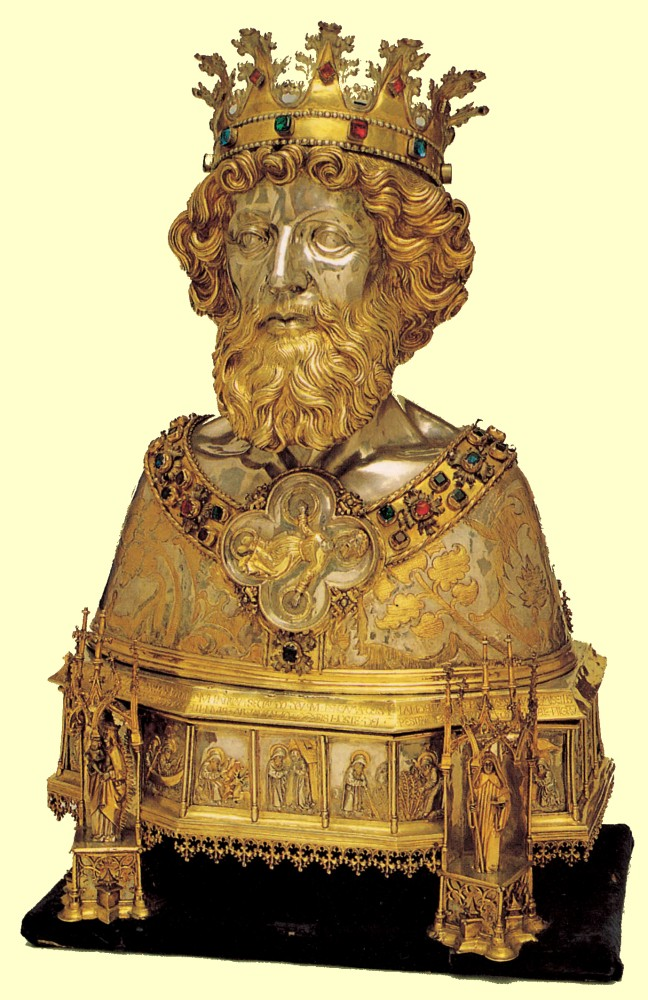
Reliekschrijn in de vorm van een buste van de Heilige Landelinus van Ettenheimmünster (1506).

Landelinus, ook Landolinus van Ettenheimmünster genoemd (- Ettenheimmünster, rond 640), was een heilig verklaarde kluizenaar en monnik.

## Legende en verering
Landelinus, een Ierse monnik, kwam als een van de eerste christelijke missionarissen aan het begin van de 7e eeuw aan in de Ortenau. Volgens de overlevering werd hij door heidense jagers vermoord. Op de plaats van zijn martelaarschap zouden vijf bronnen zijn ontsprongen.
In de buurt van zijn graf (nu onder het hoofdaltaar van de kerk van Münchweier) ontstond mettertijd een kleine kloostergemeenschap, die bisschop Widegern van Straatsburg rond 728 tot een "cella monachorum" (een cel van monniken) samenvoegde. Widegerns opvolger, Bisschop Etto van Straatsburg, bevestigde de stichting van zijn voorganger, verplichtte de monniken de regel van Benedictus na te volgen en liet rond 763 in het huidige Ettenheimmünster, waar de Heilige Landelinus als kluizenaar had geleefd en als martelaar was gestorven, een nieuw klooster bouwen, dat naar hem "Monasterium Ettonis" (het klooster van Etto) werd vernoemd.
Sinds de 11e eeuw is in het bisdom Straatsburg, waartoe Ettenheimmünster in die tijd toe behoorde, de lokale cultus van de Heilige Landelinus geattesteerd. Hij wordt beschouwd als patroonheilige voor oogaandoeningen, wat ook de reden is waarom vele pelgrims vandaag de dag met het water van de Landelinusbron hun ogen nat maken.
De naamdag van deze heilige valt op 21 september (in het aartsbisdom Freiburg op 22 september). Tijdens de ruiterprocessie van het patrocinium wordt een zilveren reliekschrijn in de vorm van een buste van de heilige uit 1506 meegedragen, die in de bedevaartskerk van Sint-Landelinus in Ettenheimmünster wordt bewaard.